# Đầu đạn tên lửa
Đầu đạn tên lửa (phần chiến đấu của tên lửa) là bộ phận trực tiếp sát thương mục tiêu bằng năng lượng nổ và mảnh. Thông thường, phần đầu đạn được bố trí ở phần đầu tên lửa. Trong phần tách ra khỏi động cơ phóng tên lửa thì phần đầu đạn là thành phần của khối chiến đấu. Cũng có khi phần đầu đạn được bố trí ở vị trí khác của tên lửa gọi là khoang chiến đấu.

## Cấu tạo, phân loại
Cấu tạo của đầu đạn tên lửa được xác định bởi công dụng và dạng tên lửa hoặc khối chiến đấu. Đầu đạn tên lửa được phân thành 2 loại: Đầu đạn tên lửa có thân chịu lực và Đầu đạn tên lửa lắp vào bên trong tên lửa.  Đầu đạn tên lửa có thân chịu lực là một phần của thân và được ghép chặt với thân tên lửa. 
Cấu tạo đầu đạn tên lửa đơn giản nhất: thân, thuốc nổ, ngòi nổ và cơ cấu bảo hiểm - chấp hành. 
- Thân có tác dụng chứa các thành phần của đầu đạn tên lửa và tạo mảnh sát thương mục tiêu. Các tên lửa tầm gần kích thước nhỏ sử dụng đầu đạn tên lửa có thân chịu lực với một khối thuốc nổ thường không tách riêng với thân tên lửa. Đối với phần lớn tên lửa đường đạn và một số tên lửa có cánh, đầu đạn tên lửa có thân chịu lực tách được khỏi tên lửa sau giai đoạn chủ động của quỹ đạo và tự dẫn đến mục tiêu (đối phương khó phát hiện và tiêu diệt). Đầu đạn tên lửa của tên lửa đối hải và tên lửa chống hạm là một dạng ngư lôi tự dẫn, được khởi động sau khi tên lửa vào vùng tiêu diệt mục tiêu. Với cấu tạo này có thể mang ngư lôi có cự li xa hơn nhiều so với việc phóng ngư lôi từ thiết bị phóng. Để tránh đầu đạn tên lửa của các loại tên lửa đường đạn bị nóng lên khi bay trong các lớp khí quyển, bề mặt bên ngoài của thân được phủ một lớp bảo vệ nhiệt. Đầu đạn tên lửa đặt vào bên trong tên lửa không có thân có thể nạp thuốc nổ thông thường, chất nổ hạt nhân hay nạp loại chất nhồi khác tùy theo yêu cầu sử dụng của tên lửa.
- Ngòi nổ và cơ cấu bảo hiểm chấp hành bảo đảm an toàn cho đầu đạn tên lửa khi bảo dưỡng, bảo quản cũng như khi nổ, tùy thuộc vào chủng loại đầu đạn tên lửa và tính chất mục tiêu cần tiêu diệt, khi va chạm trực tiếp với mục tiêu hay nổ phía trên mục tiêu ở một độ cao xác định. Ngòi nổ và cơ cấu bảo hiểm chấp hành ở một số tên lửa còn bảo đảm việc tự hủy đầu đạn tên lửa khi tên lửa không trúng mục tiêu.
- Kích thước và khối lượng đầu đạn tên lửa được xác định theo công suất chủ yếu của khối thuốc nổ. Khối lượng đầu đạn tên lửa gồm các loại từ 1 kg (một số tên lửa phòng không) đến 1 tấn và lớn hơn (tên lửa đường đạn).
- Hiệu suất tác động của đầu đạn tên lửa chủ yếu phụ thuộc vào những yếu tố sau: loại thuốc nổ và công suất thuốc nổ, mức độ chính xác trúng mục tiêu, dạng mục tiêu và phương pháp sát thương mục tiêu.

## Thuốc nổ của đầu đạn tên lửa
Đầu đạn tên lửa nạp thuốc nổ thông thường được chia thành: tác dụng phá, tác dụng mảnh, tác dụng nổ lõm, tác dụng cháy và tác dụng hỗn hợp (phá - mảnh, phá - nổ lõm). 
- Đầu đạn tên lửa tác dụng phá có vỏ ngoài mỏng, bên trong chứa thuốc nổ được sử dụng để tiêu diệt sinh lực và các mục tiêu có lớp bảo vệ yếu. Yếu tố sát thương chính là sản phẩm nổ dạng khí và sóng xung kích.
- Đầu đạn tên lửa tác dụng mảnh dùng để tiêu diệt mục tiêu bằng dòng mảnh tốc độ cao được tạo thành khi nổ, được sử dụng để tiêu diệt tất cả các loại mục tiêu. Mảnh có thể được tạo thành tự nhiên hay dự tính trước hoặc bao gồm các phần tử được chuẩn bị trước. Đầu đạn tên lửa tác dụng phá - mảnh có thể sát thương mục tiêu bằng cả tác dụng phá và tác dụng mảnh.
- Đầu đạn tên lửa tác dụng nổ lõm sát thương mục tiêu dựa trên hiệu ứng nổ lõm, dùng để tiêu diệt các mục tiêu có vỏ bọc thép hay mục tiêu bê tông. Khi nổ khối thuốc có hốc lõm đặc biệt tạo thành dòng kim loại nóng chảy định hướng tốc độ cao (10 m/s) hướng về phía mục tiêu, va đập và đâm xuyên vào bên trong mục tiêu tạo nên vùng áp suất lớn và nhiệt độ cao, phá hủy mục tiêu.
- Đầu đạn tên lửa tác dụng cháy dùng để sát thương sinh lực, phá hủy vũ khí và phương tiện kỹ thuật cũng như cơ sở vật chất dự trữ của địch. Thành phần hỗn hợp cháy kim loại (manhê hay nhôm) có thể đạt nhiệt độ 1.600-1.800°C. Thành phần hỗn hợp nhiệt nhôm đạt đến nhiệt độ cháy gần 3.000°C. Đầu đạn tên lửa dạng cassette (dạng hộp) là một thùng chứa đạn dược loại nhỏ (gọi là phần tử chiến đấu) nhiều dạng khác nhau (khối thuốc nổ lõm và khối thuốc nổ lõm - mảnh, mìn chống tăng và mìn chống bộ binh…), dùng để tiêu diệt mục tiêu trên diện tích lớn.

## Đầu đạn tên lửa hạt nhân
Đầu đạn tên lửa hạt nhân là đầu đạn tên lửa sử dụng chất nổ hạt nhân, có công suất phá hủy lớn nhất và là loại vũ khí hủy diệt lớn. Chất nổ hạt nhân phần lớn được nạp cho đầu đạn tên lửa của tên lửa đường đạn cấp chiến lược, chiến dịch - chiến thuật và chiến thuật. 
Đầu đạn tên lửa nạp thuốc nổ hạt nhân cũng được lắp cho tên lửa có cánh tầm trung và tầm xa. Tác động sát thương chủ yếu của đầu đạn tên lửa hạt nhân là sóng xung kích, bức xạ quang, bức xạ xuyên và nhiễm phóng xạ. Theo các công ước quốc tế về cấm phổ biến và sử dụng vũ khí hạt nhân, lực lượng hạt nhân chiến lược bị hạn chế, chỉ có thể sử dụng đầu đạn tên lửa nhỏ hoặc thay đổi công suất để chống các mục tiêu chiến thuật.

## Xu thế phát triển trong tương lai
Chế tạo đầu đạn tên lửa với khối lượng xấp xỉ 20% khối lượng toàn bộ của tên lửa, có thể tiêu diệt mục tiêu bọc thép và tất cả các loại mục tiêu khác. Với tên lửa mang đầu đạn hạt nhân cấp chiến lược sẽ chế tạo đầu đạn tên lửa tách ra khỏi tên lửa với nhiều đầu đạn hạt nhân tự dẫn và đầu đạn hạt nhân cơ động (đầu đạn hạt nhân với tốc độ siêu âm) rất khó bị bắn hạ trên đường bay.